# Света Еулалија
Света Еулалија из Барселоне, каталонска и шпанска мученица, рођена је око 290. године у каталонском насељу Сараји, данас делу 
Барселоне. 

## Живот и дело

### Рођење и младост
Живот Свете Еулалије одвија се у Шпанији у првим годинама хришћанства, између I и III века. Тада су настали неспоразуми у оквиру Цркве које су биле створене под римским протекторатом. Неке особе желеле су да бране изворност Исусових учења, док друге то нису хтеле. Једна од заштитница изворне поруке Спаситеља Исуса или В.М. Абераментхо-а била је  Света Еулалија.

### Легенда
Света Еулалија истакла се одмалена својом добротворношћу и својим интензивним духовним чежњама. Патила је због неправди према онима који су били потлачени и мучени због тога што су желели да очувају истинско сазнање. Римски Император прогласио је године 303. прогон хришћана, примењујући грозна мучења. Млада Еулалија била је упозната са овим актима којима је Дачијан, гувернер Барселоне, мучио људе свога града.
Тада, неке ноћи, млада Еулалија излази из куће тајно, представља се пред гувернером, декларише се хришћанком и осуђује  га због његове окрутности.
Храброст младе Еулалије о слободи,  Дачијанов бес и овај заповеди да јој буде поцепана одећа и да тако буде бичевана на бруталан начин. Али је Света Еулалија говорила: "Ударајте ме колико хоћете. Бог је мени и Бог ми даје снагу".Била је тада одведена пред римског градског свештеника где је била окривљена за јерес од стране Епископа и Архиепископије.
Овој младој жени била је подерана кожа гвозденим канџама, били су јој изгорени аксиларни и други разни делови тела. Сипали су јој топљено олово на главу и по удовима и била је бачена дуж косе равни у буре пуно клинова и поломљеним стаклади. Ране су јој биле испиране сирћетом а очи су јој пекли запаљеним свећама. Али је она настављала да говори: "Сагоревајте, сеците и мрцварите удове направљене од земље, али моја Душа не може бити уништена".
Пустили су је, а потом су је, после неколико дана, поново затворили окривљујући је због јереси. Она није попустила и, упркос страшној патњи, храбро је настављала. Осудили су је на смрт тако да буде гажена  на запаљеном угљевљу, и у моменту када је била тамо испружена, она је од Бога тражила помоћ да би доказала да није јеретик. У том моменту почео је да пада снег и то чудо угаси ватру, на тај начин нису је могли погубити. Гувернер је схватио да је не може потчинити и онда је осудио да умре на крсту,  тако је ово човечанство убило још једну Светлосну Душу која је дошла да просветли тмине наше расе.

### Канонизација
Света Еулалија, захваљујући својој укупној патњи, достигла је да буде проглашена светицом 633. Сахрањена је најпре у барселонској цркви Санта Мариа дел Мар, а 1339. њени остаци пренети су у нову барселонску катедралу свете Еулалије. Зашитница је лађара, скелеџија, веслача, помораца, трудница, путника, мирне и сигурне пловидбе, града Барселоне, барселонске бискупије и катедрале у Барселони. У Барселони су њеним именом назване многе улице, споменици и кипови. Поштују је посебно и на југу Француске.